# Responsabilità da contatto sociale qualificato
La responsabilità da contatto sociale qualificato è una particolare forma di responsabilità civile che prescinde dall'esistenza di un contratto inteso nel senso stretto del termine, laddove tra il danneggiato e il danneggiante sussista una particolare relazione sociale considerata dall'ordinamento giuridico idonea a determinare specifici doveri comportamentali non riconducibili al dovere generico di non ledere l'altrui sfera giuridica.

## Contatto sociale
Con l'espressione contatto sociale si suole indicare un rapporto "sociale" idoneo ad ingenerare l'affidamento dei soggetti coinvolti in virtù del fatto che si tratta di un rapporto "qualificato" dall'ordinamento giuridico, che vi ricollega una serie di doveri di collaborazione e protezione volti alla salvaguardia di determinati beni giuridici.
La violazione di tali doveri determina la responsabilità da contatto sociale qualificato: si pensi, al riguardo, al rapporto che si instaura tra il paziente ed il medico sul quale grava, a prescindere dall'esistenza di un contratto, un obbligo di cura che tende alla tutela del diritto alla salute. 

## Rapporti con la responsabilità contrattuale
Secondo parte della dottrina e la giurisprudenza, il contatto sociale qualificato deve essere annoverato tra gli atti o fatti idonei a produrre obbligazioni in conformità dell'ordinamento giuridico ex art. 1173 cod.civ.. Ne deriva che, secondo tale orientamento, in virtù del principio dell'atipicità delle fonti delle obbligazioni di cui all'art. 1173 cod.civ., anche la violazione di obbligazioni specifiche che trovano la loro fonte (non già in un contratto ma) nel "contatto sociale qualificato" determina una responsabilità di tipo contrattuale.
La speculazione dottrinale e giurisprudenziale intorno al concetto di responsabilità da contatto sociale qualificato ha finalità eminentemente garantista, atteso che riconducendo la responsabilità da contatto sociale nell'alveo della responsabilità contrattuale il soggetto danneggiato beneficia di indubbi vantaggi sotto il profilo della prescrizione (10 anni nella responsabilità contrattuale a fronte del termine di 5 anni previsto per la responsabilità extracontrattuale) e dell'onere della prova (si noti che, in virtù del principio della vicinanza della prova, nella responsabilità contrattuale può dirsi operante l'inversione dell'onere della prova, potendo il danneggiato limitarsi ad allegare l'inadempimento della controparte alla quale spetterà, invece, provare di avere adempiuto all'obbligazione, restando inteso che tale principio può farsi valere solo per le obbligazioni di dare e di fare e non anche per le obbligazioni di non facere, per le quali trova applicazione il regime probatorio ordinario).

## Casistica

### Responsabilità dell'insegnante per l'autolesione dell'allievo
Nel caso di danno cagionato dall'alunno a se stesso, la responsabilità dell'insegnante non ha natura extracontrattuale, bensì contrattuale, atteso che tra insegnante e allievo si instaura, per contatto sociale, un rapporto giuridico, nell'ambito del quale l'insegnante assume, nel quadro del complessivo obbligo di istruire ed educare, anche uno specifico obbligo di protezione e vigilanza, onde evitare che l'allievo si procuri da solo un danno alla persona. Ne deriva che, nelle controversie instaurate per il risarcimento del danno da autolesione nei confronti dell'insegnante, è applicabile il regime probatorio desumibile dall'art. 1218 cod. civ., sicché, mentre l'attore deve provare che il danno si è verificato nel corso dello svolgimento del rapporto, sull'altra parte incombe l'onere di dimostrare che l'evento dannoso è stato determinato da causa non imputabile all'insegnante.

### Responsabilità della banca per il pagamento dell'assegno non trasferibile a persona diversa dal beneficiario
In tema di assegno bancario non trasferibile, pagato a persona diversa dal beneficiario indicato sul titolo ed in violazione dell'art. 43 legge assegni, la banca negoziatrice incorre in responsabilità di natura contrattuale, in virtù di «contatto sociale» nei confronti di tutti i soggetti che dalla violazione abbiano patito un danno, tra i quali il prenditore, colui che ha posto sul titolo la clausola di non trasferibilità e colui che ha visto indebitamente utilizzata la provvista sulla banca trattaria. Dalla natura contrattuale della responsabilità ne consegue che all'azione si applica la prescrizione ordinaria decennale.

### Responsabilità del medico-chirurgo nei confronti del paziente
In tema di responsabilità civile nell'attività medico-chirurgica, l'ente ospedaliero risponde a titolo contrattuale per i danni subiti da un privato a causa della non diligente esecuzione della prestazione medica da parte di un medico proprio dipendente, ancorché non fondata sul contratto, ma sul «contatto sociale», ha natura contrattuale, atteso che ad esso si ricollegano obblighi di comportamento di varia natura, diretti a garantire che siano tutelati gli interessi che sono emersi o sono esposti a pericolo in occasione del contatto stesso. Nonostante la copiosa giurisprudenza di legittimità che riconosceva la responsabilità contrattuale del medico dipendente di una struttura sanitaria, con l'intervento della Legge 8 marzo 2017 (c.d. Gelli-Bianco), questi incorrerà nella responsabilità extracontrattuale ex art. 2043 c.c. Difatti, il medico non è obbligato contrattualmente e direttamente nei confronti del danneggiato, quanto invece nei confronti dell'azienda ospedaliera, e viene quindi investito del più generale obbligo di neminem laedere (salvo, ovviamente, di autonoma stipula). Inoltre, tanto il professionista e l'azienda potranno essere chiamati a rispondere in solido per il danno causato, ex art. 2055 c.c., seppur con oneri probatori e termini di prescrizione differenti. Tale situazione si riscontra nei confronti dell'operatore di una professione cosiddetta protetta (per la quale cioè è richiesta una speciale abilitazione), particolarmente quando essa abbia ad oggetto beni costituzionalmente garantiti come il bene della salute tutelato dall'art. 32 Cost. Ne consegue che alla responsabilità contrattuale del medico per il danno alla persona, causato da imperizia nell'esecuzione di un'operazione chirurgica, si applica l'ordinario termine di prescrizione quinquennale.

### Responsabilità del mediatore per la violazione dei doveri di correttezza e di informazione
La mediazione tipica, disciplinata dagli artt. 1754 e seguenti cod. civ., è soltanto quella svolta dal mediatore in modo autonomo, senza essere legato alle parti da alcun vincolo di mandato o di altro tipo, e non costituisce un negozio giuridico, ma un'attività materiale dalla quale la legge fa scaturire il diritto alla provvigione. Tuttavia, in virtù del "contatto sociale" che si crea tra il mediatore professionale e le parti, nella controversia tra essi pendente trovano applicazione le norme sui contratti, con la conseguenza che il mediatore, per andare esente da responsabilità, deve dimostrare di aver fatto tutto il possibile nell'adempimento degli obblighi di correttezza ed informazione a suo carico, ai sensi dell'art. 1176, secondo comma, cod. civ., e di non aver agito in posizione di mandatario.

### Responsabilità dell'ex datore di lavoro per le informazioni inesatte fornite all'ex dipendente
Nel caso di danno conseguente a inesatte informazioni (nella specie previdenziali), attinenti al rapporto di lavoro, fornite, a richiesta, dall'ex datore di lavoro al lavoratore, è assente il vincolo contrattuale attuale. È presente, però, la particolare funzione qualificata svolta dal datore di lavoro, naturalmente riferibile ai propri dipendenti e non alla generalità, rispetto a informazioni in suo possesso attinenti al rapporto di lavoro che non sia più attuale. L'obbligo di comportamento trova il proprio fondamento nel pregresso rapporto contrattuale ed è a tutela dell'affidamento che l'ex dipendente ripone nell'ex datore di lavoro, quale detentore qualificato delle informazioni relative ad un rapporto contrattuale ormai concluso, in un contesto che ha sullo sfondo la tutela costituzionale apprestata al lavoro (art. 35 Cost.).
È ravvisabile, quindi, la responsabilità da contatto, con il conseguente regime probatorio desumibile dall'art. 1218 cod. civ., secondo il quale, mentre l'attore deve provare che il danno si è verificato per effetto del contatto, sull'altra parte incombe l'onere di dimostrare che l'evento dannoso è stato determinato da causa a sé non imputabile.